# Tarkus
Tarkus è il secondo album in studio del gruppo musicale britannico Emerson, Lake & Palmer, pubblicato il 4 giugno 1971 dalla Island Records.

## Registrazione
Il gruppo incise l'album in soli sei giorni, nel gennaio 1971, appena due mesi dopo la pubblicazione del loro primo album.
Tre mesi prima dell'uscita di Tarkus, nel marzo 1971, il trio aveva già registrato anche l'album dal vivo Pictures at an Exhibition; tuttavia, essendo quest'ultimo la rielaborazione di un'opera di Musorgskij, la sua pubblicazione fu posticipata dal gruppo stesso alla fine dell'anno, per dare precedenza proprio a Tarkus che, al contrario, conteneva prevalentemente materiale originale.
Anche quest'album, come quello d'esordio, fu prodotto da Greg Lake che è anche autore di tutti i testi.

## Brani

### Tarkus
La prima facciata del LP è interamente occupata dalla suite che dà il titolo all'album, suddivisa in sette sezioni musicalmente composte da Keith Emerson, ad eccezione di Battlefield, accreditata a Lake.
Tarkus è anche il nome del mostro immaginario raffigurato sulla copertina dell'album, disegnata da William Neal: una sorta di gigantesco armadillo con cingoli e cannoni da carro armato, creatura metà animale e metà macchina, la cui storia è narrata per disegni dallo stesso Neal nell'interno copertina: nato da un uovo schiusosi durante un'eruzione vulcanica, il mostro affronta e distrugge altri mostri mutanti che incontra sulla sua strada: una sorta di locusta armata di missili ed uno pterodattilo con mitragliatrici sulle ali, fino ad imbattersi nella manticora, unico essere classicamente mitologico nonché interamente animale, senza parti meccaniche: un leone con testa d'uomo e coda di scorpione. Questi ha la meglio sul protagonista, che sconfitto si ritira nelle acque.
Delle sette parti che compongono la suite, solo tre - interamente strumentali - fanno diretto riferimento nel titolo alla "storia" di copertina (Eruption, Manticore e Aquatarkus); i testi delle sezioni cantate parrebbero invece trattare temi differenti: la cecità dell'uomo di fronte ai propri misfatti (Stones of Years), i membri di una sorta di anti-chiesa malvagia e corrotta (Mass) e l'assurda tendenza umana a voler preservare pace e prosperità attraverso le armi e la guerra (Battlefield).

Lo stesso William Neal, in un suo libro, fornì la spiegazione del legame concettuale fra la storia illustrata ed i testi del brano, oltre a rivelare il significato del titolo inventato da Emerson: una crasi tra Tartarus (sinonimo latino, sia pagano che neo-testamentario, dell'Inferno) e carcass (carcassa di animale):
Il mostro cingolato è dunque metafora dell'umanità stessa, costantemente cieca e sorda alle conseguenze distruttive della propria condotta (il "non vedere" e il "non sentire" ricorrono nel testo) poiché intenta a combattere una guerra dopo l'altra, lungo il cammino della Storia.

### Jeremy Bender
La facciata B si apre con una canzone brevissima, meno di due minuti, caratterizzata dall'uso del pianoforte honky tonk: essa inaugura una serie di brani del medesimo genere, molto amato da Emerson, il quale d'ora in poi ne inserirà almeno uno in quasi tutti gli album in studio del trio. Il testo, piuttosto esplicito (il titolo significa letteralmente: «Jeremy il finocchio»), narra di un tale che, camuffato da suora, tenta di possedere la superiora di un convento, la quale a sua volta si rivela un travestito.

### Bitches Crystal
Canzone in stile vagamente jazz su un veloce tempo in 6/8, dal testo sulla stregoneria, e relativi roghi dell'epoca buia della caccia alle streghe nel mondo protestante anglosassone.

### The Only Way (Hymn) / Infinite Space (Conclusion)
Traccia divisa in due parti: la prima, The Only Way, prende spunto dal tema iniziale della Toccata e Fuga in Fa Maggiore BWV 540 di J. S. Bach, eseguito da Emerson sull'organo della chiesa di San Marco a Londra, e sfocia in un'altra rilettura bachiana in chiave jazz, stavolta dal Clavicembalo ben temperato (per l'esattezza, le battute iniziali del Preludio in Re minore BWV 851).
Nel testo, Lake argomenta il proprio ateismo col "silenzio di Dio" di fronte alla Shoah, ed invita a vivere obbedendo solo a se stessi e alla propria capacità di giudizio, liberi dall'inganno di falsi credi.
La seconda parte, intitolata Infinite Space da un verso del cantato precedente, è una coda jazz strumentale, firmata da Emerson e Carl Palmer.

### A Time and a Place
Brano rock dall'incedere pesante, simile in questo a The Barbarian dall'album precedente, sorretto dall'inconfondibile stile di Emerson all'organo Hammond. Il testo, piuttosto ermetico, esprime l'anelito a "un tempo e un luogo" in cui regnino pace e silenzio, lontani dall'ira propria o altrui (take me out of temper's hands / drag me out of burning sands / show me those who understand).

### Are You Ready Eddy?
Il disco si chiude con un'estemporanea jam rock & roll, registrata in presa diretta, con la quale il gruppo rende omaggio all'ingegnere del suono Eddie Offord. Anche il testo è totalmente improvvisato e ad ogni verso cantato da Lake rispondono in coro Emerson e Palmer, caso unico in tutta la discografia del gruppo.

## Tracce
Testi di Greg Lake.
Lato A
1. Tarkus – 20:42

Lato B
1. Jeremy Bender – 1:50 (musica: Keith Emerson, Greg Lake)
2. Bitches Crystal – 3:58 (musica: Keith Emerson, Greg Lake)
3. The Only Way (Hymn) – 3:48 (musica: Keith Emerson, Greg Lake)
4. Infinite Space (Conclusion) – 3:20 (musica: Keith Emerson, Carl Palmer)
5. A Time and a Place – 3:01 (musica: Keith Emerson, Greg Lake, Carl Palmer)
6. Are You Ready Eddy? – 2:10 (musica: Keith Emerson, Greg Lake, Carl Palmer)

## Formazione
- Keith Emerson – tastiera
- Greg Lake – basso, voce, chitarra
- Carl Palmer – batteria, percussioni